# Mercuriana stackelbergi
Mercuriana stackelbergi là một loài ruồi trong họ Asilidae. Mercuriana stackelbergi được Lehr miêu tả năm 1988. Loài này phân bố ở vùng Cổ Bắc giới.